# Belgische kampioenschappen veldrijden
De Belgische kampioenschappen veldrijden worden jaarlijks in België georganiseerd door de KBWB.
Lange tijd was de wedstrijd open voor zowel profs, onafhankelijken als amateurs. In 1967 werd de categorie van de onafhankelijken door de UCI afgeschaft en kregen de profs en de amateurs elk hun eigen wereldkampioenschap. De Belgische titelstrijd van 1967 werd verreden in december 1966 en viel nog onder de oude regeling, maar vanaf het kampioenschap van 1968 waren er wél aparte titels voor profs en amateurs. In 1968 reden ze weliswaar nog samen in één wedstrijd, maar vanaf 1969 was ook dat voorbij en kregen beide categorieën een aparte wedstrijd. 
De titelstrijd voor de amateurs werd doorgaans op zaterdag verreden, die voor de profs op zondag. Omdat het deelnemersveld bij de profs kwantitatief niet zo groot was, werden de B-amateurs hieraan toegevoegd.
In 1994 keerde de UCI weer terug naar de open formule: de profs en amateurs werden samengevoegd tot de categorie van de elite; voor de renners onder 23 jaar kwam er een aparte categorie, de beloften. Bij de Belgische kampioenschappen werd deze nieuwe indeling in 1996 geïntroduceerd.

## Erelijst

### Elite

#### Mannen elite
| Jaar | Plaats               | · Kampioen                 | · Zilver                          | · Brons                         |
| ---- | -------------------- | -------------------------- | --------------------------------- | ------------------------------- |
| 2030 |                      |                            |                                   |                                 |
| 2029 | Zwevegem             |                            |                                   |                                 |
| 2028 | Koksijde             |                            |                                   |                                 |
| 2027 | Bilzen-Hoeselt       |                            |                                   |                                 |
| 2026 | Beringen             |                            |                                   |                                 |
| 2025 | Zolder               | Thibau Nys                 | Laurens Sweeck                    | Toon Aerts                      |
| 2024 | Meulebeke            | Eli Iserbyt                | Joran Wyseure                     | Michael Vanthourenhout          |
| 2023 | Lokeren              | Michael Vanthourenhout     | Laurens Sweeck                    | Thibau Nys                      |
| 2022 | Middelkerke          | Wout van Aert              | Laurens Sweeck                    | Quinten Hermans                 |
| 2021 | Meulebeke            | Wout van Aert              | Toon Aerts                        | Michael Vanthourenhout          |
| 2020 | Antwerpen            | Laurens Sweeck             | Eli Iserbyt                       | Toon Aerts                      |
| 2019 | Kruibeke             | Toon Aerts                 | Wout van Aert                     | Michael Vanthourenhout          |
| 2018 | Koksijde             | Wout van Aert              | Laurens Sweeck                    | Daan Soete                      |
| 2017 | Oostende             | Wout van Aert              | Kevin Pauwels                     | Laurens Sweeck                  |
| 2016 | Lille                | Wout van Aert              | Laurens Sweeck                    | Sven Nys                        |
| 2015 | Erpe-Mere            | Klaas Vantornout           | Tom Meeusen                       | Wout van Aert                   |
| 2014 | Waregem              | Sven Nys                   | Rob Peeters                       | Bart Wellens                    |
| 2013 | Mol                  | Klaas Vantornout           | Sven Nys                          | Kevin Pauwels                   |
| 2012 | Hooglede-Gits        | Sven Nys                   | Niels Albert                      | Rob Peeters                     |
| 2011 | Antwerpen            | Niels Albert               | Bart Wellens                      | Kevin Pauwels                   |
| 2010 | Oostmalle            | Sven Nys                   | Klaas Vantornout                  | Tom Meeusen                     |
| 2009 | Ruddervoorde         | Sven Nys                   | Niels Albert                      | Kevin Pauwels                   |
| 2008 | Hofstade             | Sven Nys                   | Bart Wellens                      | Niels Albert                    |
| 2007 | Hamme-Zogge          | Bart Wellens               | Klaas Vantornout                  | Sven Nys                        |
| 2006 | Tervuren             | Sven Nys                   | Erwin Vervecken                   | Bart Wellens                    |
| 2005 | Wachtebeke           | Sven Nys                   | Tom Vannoppen                     | Ben Berden                      |
| 2004 | Lille                | Bart Wellens               | Mario De Clercq                   | Sven Nys                        |
| 2003 | Wielsbeke            | Sven Nys                   | Ben Berden                        | Bart Wellens                    |
| 2002 | Koksijde             | Mario De Clercq            | Erwin Vervecken                   | Sven Vanthourenhout             |
| 2001 | Mol                  | Mario De Clercq            | Erwin Vervecken                   | Bart Wellens                    |
| 2000 | Gent                 | Sven Nys                   | Erwin Vervecken                   | Mario De Clercq                 |
| 1999 | Soumagne             | Marc Janssens              | Mario De Clercq                   | Sven Nys                        |
| 1998 | Geraardsbergen       | Marc Janssens              | Erwin Vervecken                   | Mario De Clercq                 |
| 1997 | Hoogstraten          | Paul Herygers              | Mario De Clercq                   | Arne Daelmans                   |
| 1996 | Overijse             | Erwin Vervecken            | Paul Herygers                     | Mario De Clercq                 |
| 1995 | Heist-op-den-Berg    | Marc Janssens              | Erwin Vervecken                   | Peter Van Den Abeele            |
| 1994 | Soumagne             | Peter Van Den Abeele       | Danny De Bie                      | Filip Van Luchem                |
| 1993 | Houthalen            | Paul Herygers              | Danny De Bie                      | Paul De Brauwer                 |
| 1992 | Diksmuide            | Danny De Bie               | Guy Vandijck                      | Paul De Brauwer                 |
| 1991 | Asper-Gavere         | Danny De Bie               | Paul De Brauwer                   | Johan Museeuw                   |
| 1990 | Overijse             | Danny De Bie               | Roland Liboton                    | Ivan Messelis                   |
| 1989 | Bioul                | Roland Liboton             | Ivan Messelis                     | Danny De Bie                    |
| 1988 | Ploegsteert          | Roland Liboton             | Paul De Brauwer                   | Danny De Bie                    |
| 1987 | Mol                  | Roland Liboton             | Paul De Brauwer                   | Ivan Messelis                   |
| 1986 | Koersel              | Roland Liboton             | Ludo De Rey                       | Dirk Pauwels                    |
| 1985 | Zillebeke            | Roland Liboton             | Rudy De Bie                       | Robert Vermeire                 |
| 1984 | Asper-Gavere         | Roland Liboton             | Robert Vermeire                   | Johan Ghyllebert                |
| 1983 | Overijse             | Roland Liboton             | Robert Vermeire                   | Johan Ghyllebert                |
| 1982 | Kessel               | Roland Liboton             | Robert Vermeire                   | Johan Ghyllebert                |
| 1981 | Vaux-sous-Chèvremont | Roland Liboton             | Robert Vermeire                   | Johan Ghyllebert                |
| 1980 | Maurage              | Roland Liboton             | Robert Vermeire                   | Johan Ghyllebert                |
| 1979 | Koersel              | Jan Teugels                | Roger De Vlaeminck                | Robert Vermeire                 |
| 1978 | Beernem              | Roger De Vlaeminck         | Eric Desruelle                    | Jan Teugels                     |
| 1977 | Munte                | Marc De Block              | Albert Van Damme                  | Erik De Vlaeminck               |
| 1976 | Overijse             | Marc De Block              | Albert Van Damme                  | Erik De Vlaeminck               |
| 1975 | Volkegem             | Roger De Vlaeminck         | Erik De Vlaeminck                 | Marc De Block                   |
| 1974 | Beernem              | Roger De Vlaeminck         | Albert Van Damme                  | Michel Baele                    |
| 1973 | Horebeke             | Albert Van Damme           | Michel Baele                      | Julien Vanden Haesevelde        |
| 1972 | Lembeek              | Erik De Vlaeminck          | Albert Van Damme                  | Michel Baele                    |
| 1971 | Ruien                | Erik De Vlaeminck          | Albert Van Damme                  | René De Clercq                  |
| 1970 | Wetteren             | Albert Van Damme           | Roger De Vlaeminck                | Daniel Van Damme                |
| 1969 | Ruien                | Erik De Vlaeminck          | Julien Vanden Haesevelde          | Freddy Nijs                     |
| 1968 | Opwijk               | Albert Van Damme           | Roger De Vlaeminck (ama.)         | Herman Van Caester              |
| 1967 | Zolder               | Erik De Vlaeminck          | Freddy Nijs (ama.)                | René De Clercq (ama.)           |
| 1966 | Meulebeke            | Albert Van Damme           | René De Rey                       | Robert Vermeire (ama.)          |
| 1965 | Overijse             | Albert Van Damme (onafh.)  | Pierre Kumps (ama.)               | Leon Scheirs (onafh.)           |
| 1964 | Bomal                | Roger De Clercq            | René De Rey (ama.)                | Albert Van Damme (onafh.)       |
| 1963 | Gavere               | Albert Van Damme (onafh.)  | Jos Matheeussen (ama.)            | Pierre Kumps                    |
| 1962 | Vonêche              | Roger De Clercq            | Albert Van Damme (ama.)           | Pierre Kumps (ama.)             |
| 1961 | Hombeek              | Firmin Van Kerrebroeck     | Herman Van Caester (ama.)         | Pierre Kumps (ama.)             |
| 1960 | Everbeek             | Roger De Clercq            | Firmin Van Kerrebroeck            | Pierre Kumps (ama.)             |
| 1959 | Hoeselt              | René De Rey (ama.)         | Firmin Van Kerrebroeck            | Henri Willems (ama.)            |
| 1958 | Meulebeke            | Firmin Van Kerrebroeck     | Roger De Clercq                   | Henri Willems (ama.)            |
| 1957 | Budingen             | René De Rey (ama.)         | Georges Furnière                  | Roger De Clercq                 |
| 1956 | Edelare              | Firmin Van Kerrebroeck     | Roger De Clercq                   | Calixte Van Steenbrugge         |
| 1955 | Sombreffe            | Firmin Van Kerrebroeck     | Roger De Clercq                   | Frans Feremans (ama.)           |
| 1954 | Hombeek              | Frans Feremans (ama.)      | Roger De Clercq (onafh.)          | Charles Van Houtte              |
| 1953 | Lens                 | Georges Furnière           | Roger De Clercq (onafh.)          | Firmin Van Kerrebroeck          |
| 1952 | Hoeselt              | Firmin Van Kerrebroeck     | Frans Feremans (ama.)             | Iréné De Keyser                 |
| 1951 | Westouter            | Georges Vandermeirsch      | Firmin Van Kerrebroeck            | Michel Decroix                  |
| 1950 | Mater                | Firmin Van Kerrebroeck     | Georges Vandermeirsch             | Michel Decroix                  |
| 1949 | Zingem               | Georges Vandermeirsch      | Frans De Coster                   | Eugeen Jacobs                   |
| 1948 | Heverlee             | Frans De Coster            | Odiel Vanden Meerschaut           | Frans Loyaert                   |
| 1947 | Welden               | Georges Vandermeirsch      | Lode Michiels                     | Odiel Vanden Meerschaut         |
| 1946 | Antwerpen            | Georges Vandermeirsch      | Lode Michiels                     | Oscar Goethals                  |
| 1945 | Keerbergen           | Georges Vandermeirsch      | Lode Michiels                     | Eugeen Jacobs                   |
| 1944 | Antwerpen            | Frans Van Hellemont        | Lode Poels                        | Georges Claes                   |
| 1943 | Antwerpen            | Eugeen Jacobs              | Richard Blendeman                 | Jos Somers                      |
| 1942 | Antwerpen            | Eugeen Jacobs              | Lode Poels (onafh.)               | Jos Somers                      |
| 1941 | Antwerpen            | Richard Blendeman (onafh.) | Julien Douws (ama.)               | Eugeen Jacobs                   |
| 1940 | geen kampioenschap   | geen kampioenschap         | geen kampioenschap                | geen kampioenschap              |
| 1939 | Beersel              | Omer Thys                  | Kamiel Vermassen                  | Lode Michiels (ama.)            |
| 1938 | Brussel              | Omer Thys                  | Pierre Vermeiren (onafh.)         | Kamiel Vermassen                |
| 1937 | Brussel              | Maurice Seynaeve           | Lode Michiels (ama.)              | Omer Thys                       |
| 1936 | Brussel              | Maurice Seynaeve           | Jules Kneepkens                   | Jules Geens                     |
| 1935 | Brussel              | Maurice Seynaeve           | Jules Kneepkens                   | Jules Geens                     |
| 1934 | Brussel              | Maurice Seynaeve           | Jules Geens                       | Raymond Gouverneur (ama.)       |
| 1933 | Brussel              | Maurice Seynaeve           | Pol Roosemont                     | Jules Goedhuys                  |
| 1932 | Brussel              | Jef Demuysere              | Pol Roosemont                     | Louis Hardiquest                |
| 1931 | Brussel              | Jules Goedhuys             | Alfons Schepers                   | Godfried De Vocht               |
| 1930 | Brussel              | Georges Ronsse             | Maurice Seynaeve (onafh.)         | Jan Mertens                     |
| 1929 | Brussel              | Georges Ronsse             | Jules Goedhuys (onafh.)           | Louis Delannoy                  |
| 1928 | Brussel              | Jules Goedhuys (onafh.)    | Auguste Verdyck                   | Norbert Van den Eynde (onafh.)  |
| 1927 | Brussel              | Jan Meeuwis                | Georges Ronsse                    | Emile Deguitte (onafh.)         |
| 1926 | Brussel              | Henri Moerenhout           | Dieudonné Smets (onafh.)          | Charles Meunier (onafh.)        |
| 1925 | Brussel              | Pé Verhaegen (onafh.)      | Jan Dewaerheydt (onafh.)          | Georges Lemaire (ama.)          |
| 1924 | Brussel              | Jef Van Dam (onafh.)       | Maurice De Waele                  | Charles Mondelaers (onafh.)     |
| 1923 | Brussel              | Theo Van Eetvelde          | Henri Moerenhout                  | Maurice De Waele                |
| 1922 | Brussel              | Maurice De Waele (onafh.)  | Pieter Speeckaert (ama.)          | Gerard Debaets (ama.)           |
| 1921 | Brussel              | René Vermandel             | Gaston Carels (onafh.)            | Theo Van Eetvelde (ama.)        |
| 1920 | geen kampioenschap   | geen kampioenschap         | geen kampioenschap                | geen kampioenschap              |
| 1919 | geen kampioenschap   | geen kampioenschap         | geen kampioenschap                | geen kampioenschap              |
| 1918 | geen kampioenschap   | geen kampioenschap         | geen kampioenschap                | geen kampioenschap              |
| 1917 | geen kampioenschap   | geen kampioenschap         | geen kampioenschap                | geen kampioenschap              |
| 1916 | geen kampioenschap   | geen kampioenschap         | geen kampioenschap                | geen kampioenschap              |
| 1915 | geen kampioenschap   | geen kampioenschap         | geen kampioenschap                | geen kampioenschap              |
| 1914 | Brussel              | Jean Van Ingelghem         | Guillaume Perwez (onafh.)         | Victor Doms                     |
| 1913 | Brussel              | Henri Moerenhout           | Modeste Lambert                   | Jean-Baptiste Delafaille (ama.) |
| 1912 | Brussel              | Jean Van Ingelghem         | Jean-Baptiste Delafaille (onafh.) | Pierre Everaerts                |
| 1911 | geen kampioenschap   | geen kampioenschap         | geen kampioenschap                | geen kampioenschap              |
| 1910 | Tervuren             | Philippe Thys              |                                   |                                 |

##### Meervoudige winnaars
| Overwinningen | Veldrijder             | Jaren                                                               |
| ------------- | ---------------------- | ------------------------------------------------------------------- |
| 10            | Roland Liboton         | 1980 + 1981 + 1982 + 1983 + 1984 + 1985 + 1986 + 1987 + 1988 + 1989 |
| 9             | Sven Nys               | 2000 + 2003 + 2005 + 2006 + 2008 + 2009 + 2010 + 2012 + 2014        |
| 6             | Firmin Van Kerrebroeck | 1950 + 1952 + 1955 + 1956 + 1958 + 1961                             |
| 6             | Albert Van Damme       | 1963 + 1965 + 1966 + 1968 + 1970 + 1973                             |
| 5             | Maurice Seynaeve       | 1933 + 1934 + 1935 + 1936 + 1937                                    |
| 5             | Georges Vandermeirsch  | 1945 + 1946 + 1947 + 1949 + 1951                                    |
| 5             | Wout van Aert          | 2016 + 2017 + 2018 + 2021 + 2022                                    |
| 4             | Erik De Vlaeminck      | 1967 + 1969 + 1971 + 1972                                           |
| 3             | Roger De Clercq        | 1960 + 1962 + 1964                                                  |
| 3             | Roger De Vlaeminck     | 1974 + 1975 + 1978                                                  |
| 3             | Danny De Bie           | 1990 + 1991 + 1992                                                  |
| 3             | Marc Janssens          | 1995 + 1998 + 1999                                                  |
| 2             | Joseph Van Ingelghem   | 1912 + 1914                                                         |
| 2             | Henri Moerenhout       | 1913 + 1926                                                         |
| 2             | Georges Ronsse         | 1929 + 1930                                                         |
| 2             | Omer Thys              | 1938 + 1939                                                         |
| 2             | Eugeen Jacobs          | 1942 + 1943                                                         |
| 2             | René De Rey            | 1957 + 1959                                                         |
| 2             | Marc De Block          | 1976 + 1977                                                         |
| 2             | Paul Herygers          | 1993 + 1997                                                         |
| 2             | Mario De Clercq        | 2001 + 2002                                                         |
| 2             | Bart Wellens           | 2004 + 2007                                                         |
| 2             | Klaas Vantornout       | 2013 + 2015                                                         |

Cursief gedrukt renners zijn nu nog actief

#### Mannen elite met clubploegen
| Jaar | Plaats         | · Kampioen                              | · Zilver                                | · Brons                                 |
| ---- | -------------- | --------------------------------------- | --------------------------------------- | --------------------------------------- |
| 2025 | Heusden-Zolder | Clement Horny                           | Mathijs Wuyts                           | Sander De Vet                           |
| 2024 | Meulebeke      | Mathijs Wuyts                           | Wout Vervoort                           | Thomas Verheyen                         |
| 2023 | Lokeren        | Gerben Kuypers                          | Clement Horny                           | Julian Siemons                          |
| 2022 | Middelkerke    | Arne Vrachten                           | Seppe Rombouts                          | Julian Siemons                          |
| 2021 | Meulebeke      | Niet verreden vanwege de coronapandemie | Niet verreden vanwege de coronapandemie | Niet verreden vanwege de coronapandemie |
| 2020 | Antwerpen      | Wietse Bosmans Kenneth Van Compernolle  | Thomas Verheyen                         | Berne Vankeirsbilck                     |

#### Vrouwen elite
| Jaar | Plaats         | · Kampioen               | · Zilver                 | · Brons                  |
| ---- | -------------- | ------------------------ | ------------------------ | ------------------------ |
| 2025 | Heusden-Zolder | Marion Norbert-Riberolle | Laura Verdonschot        | Julie Brouwers           |
| 2024 | Meulebeke      | Sanne Cant               | Laura Verdonschot        | Marion Norbert-Riberolle |
| 2023 | Lokeren        | Sanne Cant               | Marion Norbert-Riberolle | Alicia Franck            |
| 2022 | Middelkerke    | Sanne Cant               | Marion Norbert-Riberolle | Laura Verdonschot        |
| 2021 | Meulebeke      | Sanne Cant               | Lotte Kopecky            | Alicia Franck            |
| 2020 | Antwerpen      | Sanne Cant               | Laura Verdonschot        | Ellen Van Loy            |
| 2019 | Kruibeke       | Sanne Cant               | Loes Sels                | Laura Verdonschot        |
| 2018 | Koksijde       | Sanne Cant               | Ellen Van Loy            | Loes Sels                |
| 2017 | Oostende       | Sanne Cant               | Laura Verdonschot        | Ellen Van Loy            |
| 2016 | Lille          | Sanne Cant               | Ellen Van Loy            | Loes Sels                |
| 2015 | Erpe-Mere      | Sanne Cant               | Ellen Van Loy            | Githa Michiels           |
| 2014 | Waregem        | Sanne Cant               | Ellen Van Loy            | Githa Michiels           |
| 2013 | Mol            | Sanne Cant               | Ellen Van Loy            | Joyce Vanderbeken        |
| 2012 | Hooglede-Gits  | Sanne Cant               | Joyce Vanderbeken        | Hilde Quintens           |
| 2011 | Antwerpen      | Sanne Cant               | Nancy Bober              | Joyce Vanderbeken        |
| 2010 | Oostmalle      | Sanne Cant               | Joyce Vanderbeken        | Ellen Van Loy            |
| 2009 | Ruddervoorde   | Joyce Vanderbeken        | Sanne Cant               | Veerle Ingels            |
| 2008 | Hofstade       | Loes Sels                | Veerle Ingels            | Katrien Pauwels          |
| 2007 | Hamme-Zogge    | Loes Sels                | Katrien Aerts            | Hilde Quintens           |
| 2006 | Tervuren       | Hilde Quintens           | Kathy Ingels             | Anja Nobus               |
| 2005 | Wachtebeke     | Veerle Ingels            | Anja Nobus               | Loes Sels                |
| 2004 | Lille          | Anja Nobus               | Loes Sels                | Katleen Vermeiren        |
| 2003 | Wielsbeke      | Hilde Quintens           | Anja Nobus               | Veerle Ingels            |
| 2002 | Koksijde       | Anja Nobus               | Katleen Vermeiren        | Hilde Quintens           |
| 2001 | Mol            | Katleen Vermeiren        | Anja Nobus               | Lory Laroy               |

##### Meervoudige winnaars
| Overwinningen | Veldrijdster   | Jaren                                                                                                  |
| ------------- | -------------- | --- |
| 15            | Sanne Cant     | 2010 + 2011 + 2012 + 2013 + 2014 + 2015 + 2016 + 2017 + 2018 + 2019 + 2020 + 2021 + 2022 + 2023 + 2024 |
| 2             | Loes Sels      | 2007 + 2008                                                                                            |
| 2             | Hilde Quintens | 2003 + 2006                                                                                            |
| 2             | Anja Nobus     | 2002 + 2004                                                                                            |

Cursief gedrukte rensters zijn nu nog actief

#### Vrouwen elite met clubploegen
| Jaar | Plaats      | · Kampioen                              | · Zilver                                | · Brons                                 |
| ---- | ----------- | --------------------------------------- | --------------------------------------- | --------------------------------------- |
| 2024 | Meulebeke   |                                         |                                         |                                         |
| 2023 | Lokeren     | Jana Dobbelaere                         | Julie Brouwers                          | Ellen Van Loy                           |
| 2022 | Middelkerke | Suzanne Verhoeven                       | Kiona Crabbé                            | Julie Brouwers                          |
| 2021 | Meulebeke   | Niet verreden vanwege de coronapandemie | Niet verreden vanwege de coronapandemie | Niet verreden vanwege de coronapandemie |
| 2020 | Antwerpen   | Suzanne Verhoeven                       | Jana Dobbelaere                         | Joyce Vanderbeken                       |

##### Meervoudige winnaars
| Overwinningen | Veldrijdster      | Jaren       |
| ------------- | ----------------- | ----------- |
| 2             | Suzanne Verhoeven | 2020 + 2022 |

Cursief gedrukte rensters zijn nu nog actief

### Beloften

#### Mannen beloften
| Jaar | Plaats         | · Kampioen                              | · Zilver                                | · Brons                                 |
| ---- | -------------- | --------------------------------------- | --------------------------------------- | --------------------------------------- |
| 2025 | Heusden-Zolder | Aaron Dockx                             | Yordi Corsus                            | Sil De Brauwere                         |
| 2024 | Meulebeke      | Emiel Verstrynge                        | Jente Michels                           | Ward Huybs                              |
| 2023 | Lokeren        | Witse Meeussen                          | Lennert Belmans                         | Victor Van De Putte                     |
| 2022 | Middelkerke    | Emiel Verstrynge                        | Jente Michels                           | Joran Wyseure                           |
| 2021 | Meulebeke      | Niet verreden vanwege de coronapandemie | Niet verreden vanwege de coronapandemie | Niet verreden vanwege de coronapandemie |
| 2020 | Antwerpen      | Toon Vandebosch                         | Niels Vandeputte                        | Jelle Camps                             |
| 2019 | Kruibeke       | Timo Kielich                            | Lander Loockx                           | Niels Vandeputte                        |
| 2018 | Koksijde       | Thijs Aerts                             | Toon Vandebosch                         | Stijn Caluwé                            |
| 2017 | Oostende       | Quinten Hermans                         | Nicolas Cleppe                          | Yannick Peeters                         |
| 2016 | Lille          | Thijs Aerts                             | Daan Soete                              | Quinten Hermans                         |
| 2015 | Erpe-Mere      | Laurens Sweeck                          | Toon Aerts                              | Quinten Hermans                         |
| 2014 | Waregem        | Jens Adams                              | Toon Aerts                              | Laurens Sweeck                          |
| 2013 | Mol            | Laurens Sweeck                          | Gianni Vermeersch                       | Wout van Aert                           |
| 2012 | Hooglede-Gits  | Wietse Bosmans                          | Gianni Vermeersch                       | Vinnie Braet                            |
| 2011 | Antwerpen      | Joeri Adams                             | Wietse Bosmans                          | Kevin Eeckhout                          |
| 2010 | Oostmalle      | Jim Aernouts                            | Jan Denuwelaere                         | Wietse Bosmans                          |
| 2009 | Ruddervoorde   | Vincent Baestaens                       | Stef Boden                              | Kenneth Van Compernolle                 |
| 2008 | Hofstade       | Tom Meeusen                             | Wim Leemans                             | Stijn Huys                              |
| 2007 | Hamme-Zogge    | Niels Albert                            | Rob Peeters                             | Dieter Vanthourenhout                   |
| 2006 | Tervuren       | Niels Albert                            | Kevin Pauwels                           | Dieter Vanthourenhout                   |
| 2005 | Wachtebeke     | Jan Soetens                             | Niels Albert                            | Kevin Pauwels                           |
| 2004 | Lille          | Wesley Van Der Linden                   | Bart Aernouts                           | Geert Wellens                           |
| 2003 | Wielsbeke      | Wesley Van Der Linden                   | Bart Aernouts                           | Tim Van Nuffel                          |
| 2002 | Koksijde       | Wim Jacobs                              | Davy Commeyne                           | Bart Aernouts                           |
| 2001 | Mol            | Sven Vanthourenhout                     | Davy Commeyne                           | Wim Jacobs                              |
| 2000 | Gent           | Bart Wellens                            | Tom Vannoppen                           | Sven Vanthourenhout                     |
| 1999 | Soumagne       | Bart Wellens                            | Tom Vannoppen                           | Kipcho Volckaerts                       |
| 1998 | Geraardsbergen | Bart Wellens                            | Sven Nys                                | Gianni David                            |
| 1997 | Hoogstraten    | Bart Wellens                            | Ben Berden                              | David Willemsens                        |
| 1996 | Overijse       | Ben Berden                              | Gianni David                            | David Willemsens                        |

##### Meervoudige winnaars
| Overwinningen | Veldrijder            | Jaren                     |
| ------------- | --------------------- | ------------------------- |
| 4             | Bart Wellens          | 1997 + 1998 + 1999 + 2000 |
| 2             | Emiel Verstrynge      | 2022 + 2024               |
| 2             | Thijs Aerts           | 2016 + 2018               |
| 2             | Laurens Sweeck        | 2013 + 2015               |
| 2             | Niels Albert          | 2006 + 2007               |
| 2             | Wesley Van Der Linden | 2003 + 2004               |

Cursief gedrukte renners zijn nu nog actief

#### Vrouwen beloften
| Jaar | Plaats      | · Kampioen                                | · Zilver                                | · Brons                                 |
| ---- | ----------- | ----------------------------------------- | --------------------------------------- | --------------------------------------- |
| 2024 | Meulebeke   | Lore De Schepper                          | Xaydee Van Sinaey                       | Sterre Vervloet                         |
| 2023 | Lokeren     | Julie Brouwers                            | Kiona Crabbé                            | Lotte Baele                             |
| 2022 | Middelkerke | Kiona Crabbé                              | Julie Brouwers                          | Sterre Vervloet                         |
| 2021 | Meulebeke   | Niet verreden vanwege de coronapandemie   | Niet verreden vanwege de coronapandemie | Niet verreden vanwege de coronapandemie |
| 2020 | Antwerpen   | Marthe Truyen                             | Kiona Crabbé                            | Jinse Peeters                           |
| 2019 | Kruibeke    | Axelle Bellaert                           | Marthe Truyen                           | Jinse Peeters                           |
| 2018 | Koksijde    | Suzanne Verhoeven                         | Marthe Truyen                           | Axelle Bellaert                         |
| 2017 | Oostende    | Laura Verdonschot                         | Eva Maria Palm                          | Shana Maes                              |
| 2016 | Lille       | Femke Van den Driessche Laura Verdonschot | Shana Maes                              | Alicia Franck                           |

##### Meervoudige winnaars
| Overwinningen | Veldrijdster      | Jaren       |
| ------------- | ----------------- | ----------- |
| 2             | Laura Verdonschot | 2016 + 2017 |

Cursief gedrukt renners zijn nu nog actief

### Junioren

#### Mannen Junioren
| Jaar | Plaats               | · Kampioen                              | · Zilver                                | · Brons                                 |
| ---- | -------------------- | --------------------------------------- | --------------------------------------- | --------------------------------------- |
| 2024 | Heusden-Zolder       | Arthur Van den Boer                     | Giel Lejeune                            | Mats Vanden Eynde                       |
| 2024 | Meulebeke            | Arthur Van den Boer                     | Jasper Schoofs                          | Keano Geens                             |
| 2023 | Lokeren              | Viktor Vandenberghe                     | Wies Nuyens                             | Seppe Van den Boer                      |
| 2022 | Middelkerke          | Yordi Corsus                            | Aaron Dockx                             | Ferre Urkens                            |
| 2021 | Meulebeke            | Niet verreden vanwege de coronapandemie | Niet verreden vanwege de coronapandemie | Niet verreden vanwege de coronapandemie |
| 2020 | Antwerpen            | Thibau Nys                              | Lennert Belmans                         | Emiel Verstrynge                        |
| 2019 | Kruibeke             | Ryan Cortjens                           | Witse Meeussen                          | Thibau Nys                              |
| 2018 | Koksijde             | Jarno Bellens                           | Witse Meeussen                          | Niels Vandeputte                        |
| 2017 | Oostende             | Toon Vandebosch                         | Yentl Bekaert                           | Timo Kielich                            |
| 2016 | Lille                | Jappe Jaspers                           | Seppe Rombouts                          | Toon Vandebosch                         |
| 2015 | Erpe-Mere            | Eli Iserbyt                             | Jappe Jaspers                           | Lander Loockx                           |
| 2014 | Waregem              | Eli Iserbyt                             | Yannick Peeters                         | Thijs Aerts                             |
| 2013 | Mol                  | Yannick Peeters                         | Quinten Hermans                         | Nicolas Cleppe                          |
| 2012 | Hooglede-Gits        | Daan Soete                              | Wout van Aert                           | Quinten Hermans                         |
| 2011 | Antwerpen            | Laurens Sweeck                          | Jens Vandekinderen                      | Daniel Peeters                          |
| 2010 | Oostmalle            | Tim Merlier                             | Laurens Sweeck                          | Bart De Vocht                           |
| 2009 | Ruddervoorde         | Wietse Bosmans                          | Bart De Vocht                           | Matthias Bossuyt                        |
| 2008 | Hofstade             | Stef Boden                              | Sean De Bie                             | Matthias Bossuyt                        |
| 2007 | Hamme-Zogge          | Jim Aernouts                            | Stef Boden                              | Vincent Baestaens                       |
| 2006 | Tervuren             | Dennis Vanendert                        | Kenneth Vancompernolle                  | Joeri Adams                             |
| 2005 | Wachtebeke           | Pieter Vanspeybrouck                    | Davy De Scheemaeker                     | Stijn Joseph                            |
| 2004 | Lille                | Niels Albert                            | Bart Verschueren                        | Davy De Scheemaeker                     |
| 2003 | Wielsbeke            | Dieter Vanthourenhout                   | Tom Van Den Bosch                       | Quiny Vens                              |
| 2002 | Koksijde             | Kevin Pauwels                           | Mike Thielemans                         | Jan Soetens                             |
| 2001 | Mol                  | Geert Wellens                           | Jef De Boeck                            | Kevin Pauwels                           |
| 2000 | Gent                 | Bart Aernouts                           | Wesley Van Der Linden                   | Klaas Vantornout                        |
| 1999 | Soumagne             | Sven Vanthourenhout                     | Tim Van Nuffel                          | Tim Pauwels                             |
| 1998 | Geraardsbergen       | Sven Vanthourenhout                     | Davy Commeyne                           | Tim Van Nuffel                          |
| 1997 | Hoogstraten          | Davy Commeyne                           | Kim Van Bouwel                          | David Roodhooft                         |
| 1996 | Overijse             | Bart Wellens                            | Kipcho Volckaerts                       | Tom Vannoppen                           |
| 1995 | Heist-op-den-Berg    | Sven Nys                                | Robby Pelgrims                          | Jan Goris                               |
| 1994 | Soumagne             | Gianni David                            | Sven Nys                                | David Willemsens                        |
| 1993 | Houthalen            | Nico Clarysse                           | Rolf Verhaegen                          | Koen Bulckens                           |
| 1992 | Diksmuide            | Werner De Ceuster                       | Rolf Verhaegen                          | Koen Beeckman                           |
| 1991 | Asper-Gavere         | Erwin Vervecken                         | Peter Willemsens                        | Dirk Van Bever                          |
| 1990 | Overijse             | Gerry Werckx                            | Tom Pynaert                             | Filip Meirhaeghe                        |
| 1989 | Bioul                | Pedro Rosselle                          | Tom Pynaert                             | Dave Clarysse                           |
| 1988 | Ploegsteert          | Daniel Van Steenbergen                  | Paul Engels                             | Peter Vanden Driessche                  |
| 1987 | Mol                  | Kurt De Roose                           | Marc Janssens                           | Paul Engels                             |
| 1986 | Koersel              | Wim Lambrechts                          | Kurt De Roose                           | Geert De Vlaeminck                      |
| 1985 | Zillebeke            | Freddy De Muynck                        | Mario De Clercq                         | John Keuleers                           |
| 1984 | Asper-Gavere         | Filip Van Luchem                        | Johnny Blomme                           | Freddy De Muynck                        |
| 1983 | Overijse             | Gustaaf Van Bouwel                      | Dirk Mertens                            | Danny Vanthourenhout                    |
| 1982 | Kessel               | Dirk Pauwels                            | Paul Herygers                           | Danny Vanderaerden                      |
| 1981 | Vaux-sous-Chèvremont | Eric Vanderaerden                       | Dirk Pauwels                            | Bruno Vehant                            |
| 1980 | Maurage              | Eric Vanderaerden                       | Dirk Coolens                            | Danny Lippens                           |
| 1979 | Koersel              | Guy Vandijck                            | Jozef Thielemans                        | Ronny Dierckx                           |
| 1978 | Beernem              | Willy Lamiroy                           | Geert Wittevrongel                      | Benny Van Brabant                       |
| 1977 | Munte                | Yvan Messelis                           | Andre Van den Bosch                     | Willy Lamiroy                           |
| 1976 | Overijse             | Roland Liboton                          | Yvan Messelis                           | Rudy Uyttersprot                        |
| 1975 | Volkegem             | Paul De Brauwer                         | Johan Ghyllebert                        | Frans Van Eycken                        |
| 1974 | Beernem              | Christian Dumont                        | Rudy De Bie                             | Paul De Brauwer                         |
| 1973 | Horebeke             | Henri Vandenbrande                      | Freddy De Schacht                       | Bruno Vrancken                          |
| 1972 | Lembeek              | Joseph Six                              | Charles Palmans                         | Luc Valepijn                            |

##### Meervoudige winnaars
| Overwinningen | Veldrijder          | Jaren       |
| ------------- | ------------------- | ----------- |
| 2             | Arthur Van den Boer | 2024 + 2025 |
| 2             | Eli Iserbyt         | 2014 + 2015 |
| 2             | Sven Vanthourenhout | 1998 + 1999 |
| 2             | Eric Vanderaerden   | 1980 + 1981 |

Cursief gedrukt renners zijn nu nog actief

#### Vrouwen Junioren
| Jaar | Plaats         | · Kampioen                              | · Zilver                                | · Brons                                 |
| ---- | -------------- | --------------------------------------- | --------------------------------------- | --------------------------------------- |
| 2025 | Heusden-Zolder | Sanne Laurijssen                        | Zita Peeters                            | Melanie Lemmens                         |
| 2024 | Meulebeke      | Ilken Seynave                           | Shanyl De Schoesitter                   | Alexe De Raedemaeker                    |
| 2023 | Lokeren        | Fleur Moors                             | Lore De Schepper                        | Shanyl De Schoesitter                   |
| 2022 | Middelkerke    | Xaydée Van Sinaey                       | Fleur Moors                             | Jana Van Der Veken                      |
| 2021 | Meulebeke      | Niet verreden vanwege de coronapandemie | Niet verreden vanwege de coronapandemie | Niet verreden vanwege de coronapandemie |
| 2020 | Antwerpen      | Julie De Wilde                          | Julie Brouwers                          | Mirthe Van Den Brande                   |
| 2019 | Kruibeke       | Julie De Wilde                          | Tessa Zwaenepoel                        | Kiona Crabbé                            |
| 2018 | Koksijde       | Tessa Zwaenepoel                        | Laure Michels                           | Kiona Crabbé                            |
| 2017 | Oostende       | Marthe Truyen                           | Laure Michels                           | Lise Van Wunsel                         |
| 2016 | Lille          | Joyce Heyns                             | Jara Noël                               | Marthe Truyen                           |

##### Meervoudige winnaars
| Overwinningen | Veldrijdster   | Jaren       |
| ------------- | -------------- | ----------- |
| 2             | Julie De Wilde | 2019 + 2020 |

Cursief gedrukt renners zijn nu nog actief

### Nieuwelingen

#### Nieuwelingen mannen 1ste jaars
| Jaar | Plaats         | · Kampioen                              | · Zilver                                | · Brons                                 |
| ---- | -------------- | --------------------------------------- | --------------------------------------- | --------------------------------------- |
| 2025 | Heusden-Zolder | Lars Peers                              | Mathiz Tielens                          | Tijl Vanhaverbeke                       |
| 2024 | Meulebeke      | Cas Van Looke                           | Maxime Smits                            | Bas Vanden Eynde                        |
| 2023 | Lokeren        | Seppe Sprangers                         | Giel Lejeune                            | Thomas Verdonck                         |
| 2022 | Middelkerke    | Arthur Van Den Boer                     | Naud De Clercq                          | Mathias De Keersmaeker                  |
| 2021 | Meulebeke      | Niet verreden vanwege de coronapandemie | Niet verreden vanwege de coronapandemie | Niet verreden vanwege de coronapandemie |
| 2020 | Antwerpen      | Mike Uytterhoeven                       | Ferre Urkens                            | Viktor Vandenberghe                     |
| 2019 | Kruibeke       | Aaron dockx                             | Niels Ceulemans                         | Kenay De Moyer                          |
| 2018 | Koksijde       | Jelle Harteel                           | Mathis Avondts                          | Brent Blommen                           |
| 2017 | Oostende       | Thibau Nys                              | Lennert Belmans                         | Ward Huybs                              |
| 2016 | Lille          | Yente Peirens                           | Witse Meeussen                          | Michael Bervoets                        |
| 2015 | Erpe-Mere      | Arno Van Den Broeck                     | Andres Verdonck                         | Vince Van Den Eynde                     |
| 2014 | Waregem        | Yentl Bekaert                           | Arno Debeir                             | Florian Vermeersch                      |
| 2013 | Mol            | Alessio Dhoore                          | Tijl Pauwels                            | Alex Colman                             |
| 2012 | Hooglede-Gits  | Eli Iserbyt                             | Nick Verheyen                           | Jorn Montaigne                          |
| 2011 | Antwerpen      | Stijn Caluwe                            | Vincent Peeters                         | Yannick Peeters                         |
| 2010 | Oostmalle      | Quinten Hermans                         | Din Van Den Driessche                   | Ben Boets                               |

#### Nieuwelingen mannen 2de jaars
| Jaar | Plaats         | · Kampioen                              | · Zilver                                | · Brons                                 |
| ---- | -------------- | --------------------------------------- | --------------------------------------- | --------------------------------------- |
| 2025 | Heusden-Zolder | Cas Van Looke                           | Lars Stockman                           | Bas Vanden Eynde                        |
| 2024 | Meulebeke      | Giel Lejeune                            | Thomas Verdonck                         | Seppe Sprangers                         |
| 2023 | Lokeren        | Arthur Van Den Boer                     | Matthias De Keersmaeker                 | Mats Vanden Eynde                       |
| 2022 | Middelkerke    | Axel Van Den Broek                      | Neo Tielens                             | Jasper Schoofs                          |
| 2021 | Meulebeke      | Niet verreden vanwege de coronapandemie | Niet verreden vanwege de coronapandemie | Niet verreden vanwege de coronapandemie |
| 2020 | Antwerpen      | Aaron Dockx                             | Kay De Bruyckere                        | Dario Van Der Heyden                    |
| 2019 | Kruibeke       | Jente Michels                           | Mauro Delmé                             | Mathis Avondts                          |
| 2018 | Koksijde       | Thibau Nys                              | Jetze Van Campenhout                    | Ward Huybs                              |
| 2017 | Oostende       | Ryan Cortjens                           | Wout Vervoort                           | Yente Peirens                           |
| 2016 | Lille          | Arno Van Den Broeck                     | Niels Vandeputte                        | Vince Van Den Eynde                     |
| 2015 | Erpe-Mere      | Florian Vermeersch                      | Arno Debeir                             | Arne Vrachten                           |
| 2014 | Waregem        | Jappe Jaspers                           | Alessio Dhoore                          | Seppe Rombouts                          |
| 2013 | Mol            | Eli Iserbyt                             | Cedric Beullens                         | Nick Verheyen                           |
| 2012 | Hooglede-Gits  | Yannick Peeters                         | Thomas Joseph                           | Kobe Goossens                           |
| 2011 | Antwerpen      | Quinten Hermans                         | Nicolas Cleppe                          | Kyle de Proost                          |
| 2010 | Oostmalle      | Daan Soete                              | Matthias Van de velde                   | Jens van Rompaey                        |

##### Meervoudige winnaars
Nieuwelingen die zowel als 1ste jaars en 2de jaars gewonnen hebben
| Overwinningen | Veldrijder          | Jaren       |
| ------------- | ------------------- | ----------- |
| 2             | Cas Van Looke       | 2024 + 2025 |
| 2             | Arthur Van Den Boer | 2022 + 2023 |
| 2             | Aaron Dockx         | 2019 + 2020 |
| 2             | Thibau Nys          | 2017 + 2018 |
| 2             | Arno van den Broeck | 2015 + 2016 |
| 2             | Eli Iserbyt         | 2012 + 2013 |
| 2             | Quinten Hermans     | 2010 + 2011 |

Cursief gedrukt renners zijn nu nog actief

#### Nieuwelingen dames 2de jaars
| Jaar | Plaats         | · Kampioen     | · Zilver     | · Brons         |
| ---- | -------------- | -------------- | ------------ | --------------- |
| 2025 | Heusden-Zolder | Yana Parthoens | Phebe Blieck | Itta De Gendt   |
| 2024 | Meulebeke      | Zita Peeters   | Lisa Maes    | Melanie Lemmens |

#### Nieuwelingen dames 1ste jaars
| Jaar | Plaats         | · Kampioen     | · Zilver         | · Brons                |
| ---- | -------------- | -------------- | ---------------- | ---------------------- |
| 2025 | Heusden-Zolder | Lenthe Huys    | Lotta Huybrechts | Laurine Demeulemeester |
| 2024 | Meulebeke      | Elise Coussens | Lobke Spinnoy    | Phebe Blieck           |

##### Meervoudige winnaars
Nieuwelingen dames die zowel als 1ste jaars en 2de jaars gewonnen hebben
| Overwinningen | Veldrijder | Jaren |
| ------------- | ---------- | ----- |
|               |            |       |
|               |            |       |
|               |            |       |
|               |            |       |
|               |            |       |

Cursief gedrukt renners zijn nu nog actief

### Voormalige categorieën

#### Mannen elite zonder contract
Vanaf 2020 werd er een nieuwe categorie toegevoegd 'elite met clubploegen'.
| Jaar | Plaats        | Kampioen                | Zilver                  | Brons                |
| ---- | ------------- | ----------------------- | ----------------------- | -------------------- |
| 2019 | Kruibeke      | Vincent Baestaens       | Kenneth Van Compernolle | Ingmar Uytdewilligen |
| 2018 | Koksijde      | Vincent Baestaens       | Braam Merlier           | Joeri Adams          |
| 2017 | Oostende      | Vincent Baestaens       | Braam Merlier           | Angelo De Clercq     |
| 2016 | Lille         | Joeri Adams             | Jan Denuwelaere         | Kevin Cant           |
| 2015 | Erpe-Mere     | Jan Denuwelaere         | Vincent Baestaens       | Patrick Gaudy        |
| 2014 | Waregem       | Kenneth Van Compernolle | Dave De Cleyn           | Kevin Eeckhout       |
| 2013 | Mol           | Kevin Cant              | Kevin Eeckhout          | Dave De Cleyn        |
| 2012 | Hooglede-Gits | Kevin Cant              | Dave De Cleyn           | Geert Wellens        |
| 2011 | Antwerpen     | Stijn Huys              | Kevin Cant              | Patrick Gaudy        |
| 2010 | Oostmalle     | Geert Wellens           | Tom Vannoppen           | Stijn Huys           |
| 2009 | Ruddervoorde  | Ben Berden              | Tim Van Nuffel          | Tom Van Den Bosch    |
| 2008 | Hofstade      | Jan Soetens             | Tim Van Nuffel          | Ben Berden           |
| 2007 | Hamme-Zogge   | Peter Van Santvliet     | David Willemsens        | Arne Daelmans        |
| 2006 | Tervuren      | David Willemsens        | Nico Berckmans          | Geert Wellens        |
| 2005 | Wachtebeke    | David Willemsens        | Rudi Van De Sompel      | Bjorn Rondelez       |
| 2004 | Lille         | David Willemsens        | Rudi Van De Sompel      | Tim Pauwels          |
| 2003 | Wielsbeke     | Wim Jacobs              | Bjorn Rondelez          | Nico Clarysse        |
| 2002 | Koksijde      | Bjorn Rondelez          | Bert Vervecken          | Jan Van Donink       |
| 2001 | Mol           | Arne Daelmans           | Kipcho Volckaerts       | Sten Raeymakers      |
| 2000 | Gent          | Peter Van Santvliet     | Geert Vandaele          | David Willemsens     |

##### Meervoudige winnaars
| Overwinningen | Veldrijder          | Jaren              |
| ------------- | ------------------- | ------------------ |
| 3             | Vincent Baestaens   | 2017 + 2018 + 2019 |
| 3             | David Willemsens    | 2004 + 2005 + 2006 |
| 2             | Kevin Cant          | 2012 + 2013        |
| 2             | Peter Van Santvliet | 2000 + 2007        |

Cursief gedrukte rensters zijn nu nog actief

#### Nieuwelingen mannen
Vanaf 2010 werden nieuwelingen gesplitst in 1ste en 2de jaars nieuwelingen. 
| Jaar | Plaats               | Kampioen              | Zilver               | Brons              |
| ---- | -------------------- | --------------------- | -------------------- | ------------------ |
| 2009 | Ruddervoorde         | Laurens Sweeck        | Diether Sweeck       | Jens Vandekinderen |
| 2008 | Hofstade             | Bart De Vocht         | Laurens Sweeck       | Frederik Geerts    |
| 2007 | Hamme-Zogge          | Sean De Bie           | Gerry Druyts         | Angelo De Clercq   |
| 2006 | Tervuren             | Sean De Bie           | Stef Boden           | Matthias Bossuyt   |
| 2005 | Wachtebeke           | Joeri Adams           | Jim Aernouts         | Dries Ingels       |
| 2004 | Lille                | Tom Meeusen           | Dries Govaerts       | Ben Arnouts        |
| 2003 | Wielsbeke            | Pieter Vanspeybrouck  | Davy De Scheemaeker  | Stijn Joseph       |
| 2002 | Koksijde             | Niels Albert          | Jeroen Dingemans     | Bart Verschueren   |
| 2001 | Mol                  | Dieter Vanthourenhout | Kay Van Den Brande   | Niels Albert       |
| 2000 | Gent                 | Jef De Boeck          | Mike Thielemans      | Kevin Pauwels      |
| 1999 | Soumagne             | Geert Wellens         | Kevin Braeckevelt    | Dries Devenyns     |
| 1998 | Geraardsbergen       | Kurt Rogiers          | Bart Aernouts        | Wim Heyns          |
| 1997 | Hoogstraten          | Sven Vanthourenhout   | Tim Van Nuffel       | Thomas Ingels      |
| 1996 | Overijse             | Kim Van Bouwel        | Davy Commeyne        | David Roodhooft    |
| 1995 | Heist-op-den-Berg    | Bart Wellens          | Kim Van Bouwel       | Davy Commeyne      |
| 1994 | Soumagne             | Bart Wellens          | Paul Van Loon        | Frederik Honraet   |
| 1993 | Houthalen            | Jan Goris             | Nico Willemsens      | Robby Pelgrims     |
| 1992 | Diksmuide            | Davy Geirland         | David Willemsens     | Pedro Baelen       |
| 1991 | Asper-Gavere         | Bart Blommen          | Rolf Verhaegen       | Raf Vanhove        |
| 1990 | Overijse             | Werner De Ceuster     | Bart Blommen         | Raf Vanhove        |
| 1989 | Bioul                | Erwin Vervecken       | Dirk Van Bever       | Tony Boons         |
| 1988 | Ploegsteert          | Pedro Rosselle        | Kurt Rogge           | Gerry Werckx       |
| 1987 | Mol                  | Pedro Rosselle        | Ronny Couliez        | Ronny Assez        |
| 1986 | Koersel              | Paul Engels           | Ronny Poelvoorde     | Eddy Van Bouwel    |
| 1985 | Zillebeke            | Peter Posmiers        | Jurgen De Wit        | Kurt De Roose      |
| 1984 | Asper-Gavere         | Chris David           | Wim Lambrechts       | Tony Claes         |
| 1983 | Overijse             | Freddy De Muynck      | Luc Van Parijs       | Tony Claes         |
| 1982 | Kessel               | Dirk Mertens          | Johan Museeuw        | André Tummeleer    |
| 1981 | Vaux-sous-Chèvremont | Roger Six             | Danny Vanthourenhout | Danny Vanderaerden |
| 1980 | Maurage              | Hans Commyn           | Roger Six            | Dirk Pauwels       |
| 1979 | Koersel              | Eric Vanderaerden     | Dirk Coolens         | Bart Musschoot     |
| 1978 | Beernem              | Guy Vandijck          | Eric Vanderaerden    | Jos Thielemans     |
| 1977 | Munte                | Patrick Annecour      | Rudy Verstappen      | Guy Vandijck       |
| 1976 | Overijse             | Geert Wittevrongel    | Willy Lamiroy        | Rudy Verstappen    |
| 1975 | Volkegem             | Ivan Messelis         | André Van den Bosch  | Jozef Van Dijck    |

##### Meervoudige winnaars
Nieuwelingen die zowel als 1ste jaars en 2de jaars gewonnen hebben
| Overwinningen | Veldrijder     | Jaren       |
| ------------- | -------------- | ----------- |
| 2             | Sean De Bie    | 2006 + 2007 |
| 2             | Bart Wellens   | 1994 + 1995 |
| 2             | Pedro Rosselle | 1987 + 1988 |

Cursief gedrukt renners zijn nu nog actief

#### Nieuwelingen vrouwen
Vanaf 2024 werden vrouwen nieuwelingen gesplitst in 1ste en 2de jaars nieuwelingen.
| Jaar | Plaats      | · Kampioen                              | · Zilver                                | · Brons                                 |
| ---- | ----------- | --------------------------------------- | --------------------------------------- | --------------------------------------- |
| 2023 | Lokeren     | Sanne Laurijssen                        | Zita Peeters                            | Lien Schampaert                         |
| 2022 | Middelkerke | Shanyl De Schoesitter                   | Emma Szekely                            | Noor Vandendijck                        |
| 2021 | Meulebeke   | Niet verreden vanwege de coronapandemie | Niet verreden vanwege de coronapandemie | Niet verreden vanwege de coronapandemie |
| 2020 | Antwerpen   | Xaydée Van Sinaey                       | Febe De Smedt                           | Chloë Van Den Eede                      |
| 2019 | Kruibeke    | Sterre Vervloet                         | Kiona Dhont                             | Chloë Van Den Eede                      |
| 2018 | Koksijde    | Julie Brouwers                          | Julie Roelandts                         | Kiona Dhont                             |
| 2017 | Oostende    | Tess Van Loy                            | Kiona Crabbé                            | Julie Brouwers                          |
| 2016 | Lille       | Tess Van Loy                            | Shari Bossuyt                           | Tessa Zwaenepoel                        |

##### Meervoudige winnaars
| Overwinningen | Veldrijdster | Jaren       |
| ------------- | ------------ | ----------- |
| 2             | Tess Van Loy | 2016 + 2017 |

Cursief gedrukt renners zijn nu nog actief

#### Vrouwen jeugd
Sinds 2016 wordt het jeugdkampioenschap bij de vrouwen opgesplitst in een kampioenschap voor nieuwelingen, junioren en beloften
| Jaar | Plaats        | · Kampioen              | · Zilver                | · Brons            |
| ---- | ------------- | ----------------------- | ----------------------- | ------------------ |
| 2015 | Erpe-Mere     | Eva Maria Palm          | Joyce Heyns             | Jara Noël          |
| 2014 | Waregem       | Laura Verdonschot       | Femke Van den Driessche | Jara Noël          |
| 2013 | Mol           | Laura Verdonschot       | Femke Van den Driessche | Eva Maria Palm     |
| 2012 | Hooglede-Gits | Laura Verdonschot       | Eva Maria Palm          | Caren Commissaris  |
| 2011 | Antwerpen     | Femke Van den Driessche | Nathalie Nijns          | Lotte Kopecky      |
| 2010 | Oostmalle     | Nathalie Nijns          | Steffy Van den Haute    | Elise Marchal      |
| 2009 | Ruddervoorde  | Karen Verhestraeten     | Kaat Hannes             | Lisa Bogaert       |
| 2008 | Hofstade      | Sanne Cant              | Karen Verhestraeten     | Ilse Vandekinderen |
| 2007 | Hamme-Zogge   | Sanne Cant              | Ilse Vanderkinderen     | Kelly Druyts       |
| 2006 | Tervuren      | Sanne Cant              | Anne Arnouts            | Veronique Staes    |

##### Meervoudige winnaars
| Overwinningen | Veldrijdster      | Jaren              |
| ------------- | ----------------- | ------------------ |
| 3             | Laura Verdonschot | 2012 + 2013 + 2014 |
| 3             | Sanne Cant        | 2006 + 2007 + 2008 |

Cursief gedrukte rensters zijn nu nog actief

#### Mannen Liefhebbers
| Jaar | Plaats               | · Kampioen           | · Zilver            | · Brons                     |
| ---- | -------------------- | -------------------- | ------------------- | --------------------------- |
| 1995 | Heist-op-den-Berg    | Erwin Vervecken      | Peter Van Santvliet | Erwin Bollen                |
| 1994 | Soumagne             | Erwin Vervecken      | Rudy De Bie         | Peter Van Santvliet         |
| 1993 | Houthalen-Helchteren | Geert De Vlaeminck   | Marc Janssens       | Peter Willemsens            |
| 1992 | Diksmuide            | Rudy Thielemans      | Pascal Van Riet     | Peter Willemsens            |
| 1991 | Asper                | Rudy Thielemans      | Johnny Blomme       | Paul Herygers               |
| 1990 | Overijse             | Marc Janssens        | Rudy Thielemans     | Eric Vervaet                |
| 1989 | Bioul                | Rudy De Bie          | Dirk Pauwels        | Eric Vervaet                |
| 1988 | Ploegsteert          | Rudy Thielemans      | Eric Vervaet        | Johan Ghyllebert            |
| 1987 | Mol                  | Rudy Thielemans      | Guy Vandijck        | Alex Moonen                 |
| 1986 | Koersel              | Ludo De Rey          | Dirk Pauwels        | Eric Vervaet                |
| 1985 | Zillebeke            | Ivan Messelis        | Rudy Thielemans     | Eric Vervaet                |
| 1984 | Gavere               | Ivan Messelis        | Rudy De Bie         | Ludo De Rey                 |
| 1983 | Overijse             | Werner Vanderfraenen | Ivan Messelis       | Ludo De Rey                 |
| 1982 | Nijlen               | Paul De Brauwer      | Ivan Messelis       | Eric De Bruyne              |
| 1981 | Vaux-sur-Sûre        | Paul De Brauwer      | Eric De Bruyne      | Noël Danneels               |
| 1980 | Maurage              | Paul De Brauwer      | Luc Naudts          | Freddy De Schacht           |
| 1979 | Koersel              | Roland Liboton       | Eric De Bruyne      | André Geirland              |
| 1978 | Beernem              | Robert Vermeire      | Ivan Messelis       | Norbert Dedeckere           |
| 1977 | Munte                | Robert Vermeire      | Eric De Bruyne      | Johan Ghyllebert            |
| 1976 | Overijse             | Robert Vermeire      | Norbert Dedeckere   | Hendrik Arnouts             |
| 1975 | Volkegem             | Robert Vermeire      | Eric Desruelle      | Norbert Dedeckere           |
| 1974 | Beernem              | Norbert Dedeckere    | Robert Vermeire     | Eric Desruelle              |
| 1973 | Sint-Maria-Horebeke  | Robert Vermeire      | Norbert Dedeckere   | Jozef Thielemans            |
| 1972 | Lembeek              | Robert Vermeire      | André Geirland      | Norbert Dedeckere           |
| 1971 | Ruien                | Robert Vermeire      | Norbert Dedeckere   | Robert Van De Sompel        |
| 1970 | Wetteren             | Robert Vermeire      | Norbert Dedeckere   | André Geirland              |
| 1969 | Ruien                | Roger De Vlaeminck   | Robert Vermeire     | Roger Bijn                  |
| 1968 | Opwijk               | Roger De Vlaeminck   | Flory Ongenae       | René De Clercq (veldrijder) |
| 1924 | Schaarbeek           | Fernand Saive        | Hector Ghyselinck   | Jean Boon                   |

##### Meervoudige winnaars
| Overwinningen | Veldrijder         | Jaren                                                 |
| ------------- | ------------------ | ----------------------------------------------------- |
| 8             | Robert Vermeire    | 1970 + 1971 + 1972 + 1973 + 1975 + 1976 + 1977 + 1978 |
| 4             | Rudy Thielemans    | 1987 + 1988 + 1991 + 1992                             |
| 3             | Paul De Brauwer    | 1980 + 1981 + 1982                                    |
| 2             | Erwin Vervecken    | 1994 + 1995                                           |
| 2             | Ivan Messelis      | 1984 + 1985                                           |
| 2             | Roger De Vlaeminck | 1968 + 1969                                           |

1910 · 
1911 · 
1912 · 
1913 · 
1914 · 
1915-1920 · 
1921 · 
1922 · 
1923 · 
1924 · 
1925 · 
1926 · 
1927 · 
1928 · 
1929 · 
1930 · 
1931 · 
1932 · 
1933 · 
1934 · 
1935 · 
1936 · 
1937 · 
1938 · 
1939 · 
1940 · 
1941 · 
1942 · 
1943 · 
1944 · 
1945 · 
1946 · 
1947 · 
1948 · 
1949 · 
1950 · 
1951 · 
1952 · 
1953 · 
1954 · 
1955 · 
1956 · 
1957 · 
1958 · 
1959 · 
1960 · 
1961 · 
1962 · 
1963 · 
1964 · 
1965 · 
1966 · 
1967 · 
1968 · 
1969 · 
1970 · 
1971 · 
1972 · 
1973 · 
1974 · 
1975 · 
1976 · 
1977 · 
1978 · 
1979 · 
1980 · 
1981 · 
1982 · 
1983 · 
1984 · 
1985 · 
1986 · 
1987 · 
1988 · 
1989 · 
1990 ·
1991 ·
1992 ·
1993 ·
1994 ·
1995 ·
1996 ·
1997 ·
1998 ·
1999 ·
2000 · 
2001 · 
2002 · 
2003 · 
2004 · 
2005 · 
2006 · 
2007 · 
2008 · 
2009 ·
2010 ·
2011 ·
2012 ·
2013 ·
2014 ·
2015 ·
2016 ·
2017 ·
2018 ·
2019 ·
2020 ·
2021 ·
2022 ·
2023 · 2024 · 2025
Kampioenschappen:  Wereldkampioenschappen ·
 Europese kampioenschappen ·
 Pan-Amerikaanse kampioenschappen
 België ·
 Canada ·
 Denemarken ·
 Duitsland ·
 Finland ·
 Frankrijk ·
 Hongarije ·
 Ierland ·
 Italië ·
 Japan ·
 Kroatië ·
 Luxemburg ·
 Nederland ·
 Nieuw-Zeeland ·
 Noorwegen ·
 Oostenrijk ·
 Polen ·
 Servië ·
 Slowakije ·
 Spanje ·
 Tsjechië ·
 Verenigd Koninkrijk ·
 Verenigde Staten ·
 Zweden ·
 Zwitserland
Klassementen:  Wereldbeker ·
 Superprestige ·
 X²O Badkamers Trofee ·
 HSF System Cup ·
 USCX Series ·
 Coupe de France ·
 National Trophy Series ·
 Giro d'Italia Ciclocross ·
 Copa de España ·
 New England Series ·
 Swiss Cyclocross Cup
Overig:  Exact Cross
Voormalig:  EKZ CrossTour ·  Rectavit Series ·  US Cup
American football · Atletiek (indoor · outdoor · 10 km · 1/2 marathon · marathon · veldlopen · meerkamp) · Autosport (rally) · Badminton · Basketbal (heren · dames) · Baseball · Beachvolleybal · Biljart (driebanden) · Dammen · Futsal · Gymnastiek (acro · trampoline) · Handbal (heren · dames) · Hockey (heren · dames) · IJshockey · Korfbal (zaal · veld) · Krachtbal · Kunstschaatsen · Motorcross (trial · zijspan) · Schaatsen · Schaken · Snooker · Squah · Strandvoetbal · Triatlon (sprint · middenafstand · olympische afstand · mixed relay · ploegen · cross) · Voetbal (heren · dames) · Waterskiën (racing) · Volleybal (heren · dames) · Wielrennen (tijdrijden · weg · piste · gravel · veld · mountainbike · BMX) · Zaalhockey (heren · dames) · Zaalvoetbal